# Barraques de pedra seca de Mont-roig del Camp
Les barraques de pedra seca de Mont-roig del Camp de la zona d'interès etnològic del municipi Mont-roig del Camp (Baix Camp) són cinc barraques de pedra seca declarades en conjunt com a bé cultural d'interès nacional.
Les construccions de pedra seca són, des de l'antiguitat, un element important de l'arquitectura rural mediterrània. S'entén per una construcció de pedra seca aquella estructura bastida per pedres, sense afegir-hi cap element d'unió -com poden ser el guix, el ciment o l'argamassa- ni tampoc fustes ni ferros.

## Barraca de Miquel Terna
Ubicada a les Terres Noves, a l'angle que formen la carretera de Pratdip (T-310) i el camí de l'Aufinac, uns metres abans de creuar el barranc de la Palma Negra. És molt fàcil veure-la, ja que és a la vora de la mateixa carretera, just passat el camí de l'Aufinac.
En aquesta barraca de pedra seca, que es conserva amb molt bon estat, hi destaca el portal, amb muntants arquejats, acabats en arc de mig punt, que abasta tota l'amplada de les parets. Al seu interior, de planta circular, el sòl és una gran llosa de pedra que fa baixada des de l'exterior, conformant una mena d'aljub per recollir l'aigua de la pluja. També té, encastats dins dels murs, un armari i un cocó. La seva coberta és de pedruscall. La façana es perllonga, pel costat esquerre, en un cos més baix de planta semioval, que inclou una dependència de planta rectangular que en una fotografia de Salvador i Maria Lluïsa Vilaseca (del 1967) s'observa que estava coberta. Encara ara, al fons, s'hi aprecia una mena de banqueta de pedra o menjadora.

## Barraca dels Comuns del Pellicer
Aquesta imponent barraca acabada en punxa està situada a les Terres Noves, a mà esquerra pujant pel camí de l'Aufinac, enmig de vegetació de garriga, mig amagada rere una caseta abandonada.
Sorprèn la seva alçària, que a l'interior és de 4,30 m. La tècnica que s'utilitzava per a la construcció d'edificacions d'aquesta mida consistia a reomplir l'interior amb branques d'arbres, generalment de pi, per tal d'anar guanyant l'alçada necessària a fi de coronar l'habitacle. A l'interior de la barraca, de planta circular, s'hi accedeix per un portal força alt, de muntants verticals i arc pla. Ja a dintre observem que la coberta comença amb falsa cúpula i acaba en cúpula i als murs s'hi obren dos armaris i dos cocós. La coberta és de terra i grans lloses.
Antigament, la finca on es troba formava part dels "Comuns" del Pellicer. Més endavant va pertànyer al Pere Boquera de Vandellòs.

## Barraca del Jaume de la Cota
És una barraca monumental que destaca pel seu extraordinari volum exterior i també pel gran espai habitable del seu interior. Es troba baixant des de la carretera del Pratdip (T-310), un cop passat el barranc de la Palma Negra, anant pel camí de les Terres Noves, aproximadament a un quilòmetre i mig, ja relativament a prop de l'autopista AP-7. Està baixant a mà dreta i en el moment de la redacció d'aquesta memòria estava envoltada de garriga, enmig d'una finca a les Terres Noves.
Aquesta barraca presenta una línia oriental i està bastida, majoritàriament, amb grans pedres calcàries. Construïda amb parets reculades, el seu volum exterior amaga una alçària interior màxima de 3,95 m i un diàmetre de 4,30 m. Una persona del poble (Magdalena Serra), ja traspassada, ens explicava que hi cabia la mula amb la pollegana i el forcat. És de planta circular, amb un portal de muntants verticals acabats en arc, tant a la part externa com interna, i està coronada per una coberta impermeabilitzada amb terra i herbes. A la part del darrere podem veure uns graons que permeten l'accés a la coberta.
A l'interior de la barraca s'observa que la coberta comença amb falsa cúpula i acaba en cúpula, tancada per la pedra clau. Als murs hi ha encastats quatre compartiments o armaris, dos enlairats i dos a ran de terra. Aquests darrers s'anomenen "cocó" i feien la funció d'armaris frescals, ja que mantenien frescos l'aigua, el vi i alguns queviures. A l'interior observem pedres fumades, que indiquen que s'hi feia foc.
Al davant de la porta d'aquesta barraca, a uns pocs metres, hi ha un marge de mides considerables, tant per l'alçada, com per l'amplada i la llargada. Seguint-lo, cap a l'esquerra (venint des de la barraca), ens adonem que es perllonga en altres anant-se diversificant i delimitant finques o potser pletes per a bestiar. De fet, baixant pel camí des de la carretera del Pratdip, a uns pocs centenars de metres abans d'arribar a aquesta finca i a mà dreta, encara es pot veure una bonica carrerada per on hauria de passar el bestiar.
Aquesta espectacular barraca antigament fou propietat del "Jaume de la Cota" que, segons diuen, va ser qui, de jove, la va bastir, tot i que el seu gendre, el Miquel Boronat (dit "Miquelàs"), afirmava que era més antiga.
A les barraques de grans dimensions com aquesta també se les coneix pel nom de "mulasses".

## Barraca en espiral
Ubicada a les Terres Noves. Es troba baixant pel camí que hi ha a l'esquerra després de passar el barranc de la Porquerola, a uns 800 m.
És una barraca de planta circular, construïda exteriorment en forma d'espiral i, des del costat dret, on hi ha el marge, s'aprecia prou bé com la construcció va pujant fins a la cúspide, cosa que en facilita l'accés. Igualment, ens resulta fàcil arribar a la gran pedra cobertora que corona el sostre, que és practicable, cosa que facilitava la sortida de fums en cas d'encendre foc a l'interior. La façana presenta un portal d'arc d'ametlla amb muntants arquejats i una llinda. La coberta és de cúpula i el recobriment de pedruscall. A l'interior s'aprecien un armari i un petit cocó.
Davant de la barraca hi ha una trona, ara sense arbre. També cal remarcar el marge que, des del camí, avança fins al mateix costat de la barraca.

## Barraca dels lliris
És a uns 100 m per sota de la "Barraca en espiral", a l'esquerra sota d'uns pins ben alts. És una barraca de bella estètica i molt bon estat de conservació, situada a les Terres Noves i envoltada de vegetació de garriga.
La seva planta és circular i el portal d'arc de mig punt, damunt del qual sobresurt una mena de voladís. La coberta és de pedruscall i amb lliris de Sant Josep. Al seu interior observem un petit cocó i una petita fornícula.
Les cinc barraques declarades principalment complien una funció d'aixopluc, tal com ho demostren les pedres fumades de l'interior que indiquen que s'hi feia foc. Per altra banda, a l'interior hi trobem elements arquitectònics destinats a l'aprofitament de l'aigua, com l'aljub de la Barraca del Miquel Terna, o d'emmagatzematge d'aliments, com els armaris i diferents compartiments encastats als murs interiors. Les barraques de Mont-roig tenen diversitat d'estils i formes, però totes són de planta circular i mantenen una configuració comuna en la configuració de les portes d'accés, orientades al sud o sud-est, per tal d'aprofitar el màxim recorregut del sol, i alhora, evitar el vent de mestral ("serè", a les comarques del Camp de Tarragona) que domina a la zona. Aquesta configuració, i el gruix de les parets, fa que el seu interior sigui fresc en ple estiu i relativament temperat els dies de vent i fred.